# Hlivištia
Hlivištia (Hongaars: Hegygombás) is een Slowaakse gemeente in de regio Košice, en maakt deel uit van het district Sobrance.
Hlivištia telt 376 inwoners.